# 長吻蝙蝠魚
長吻蝙蝠魚，為輻鰭魚綱鮟鱇目棘茄魚亞目棘茄魚科的其中一種，分布於西大西洋安地列斯群島至巴西海域，為熱帶底棲性魚類，體長可達30.5分，棲息底層水域，生活習性不明，有雪卡魚毒的紀錄，可做為觀賞魚。

## 扩展阅读
維基物種上的相關：長吻蝙蝠魚